# 德讷夫尔
德讷夫尔（法語：Deneuvre，法語發音：[dənœvʁ]）是法国默尔特-摩泽尔省的一个市镇，属于吕内维尔区。

## 地理
德讷夫尔（48°26'36"N, 6°44'11"E）面积9.7 平方千米，位于法国大東部大區默尔特-摩泽尔省，该省份为法国东北部内陆省份，是洛林的一部分，北邻比利时、卢森堡，北起顺时针与摩泽尔省、下莱茵省、孚日省和默兹省接壤。
与德讷夫尔接壤的市镇（或旧市镇、城区）包括：圣巴尔布、巴卡拉、格隆维尔、拉沙佩勒、巴济安。

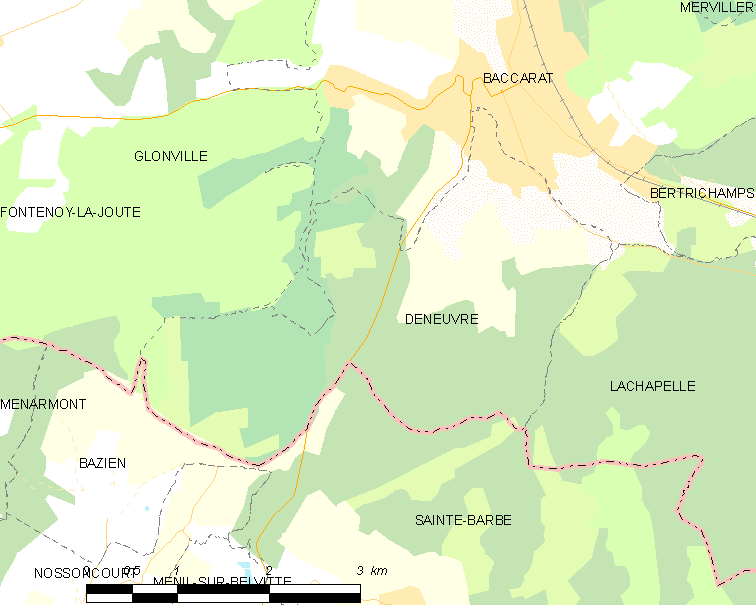
德讷夫尔的OSM定位图

德讷夫尔的时区为UTC+01:00、UTC+02:00（夏令时）。

## 行政
德讷夫尔的邮政编码为54120，INSEE市镇编码为54154。

## 政治
德讷夫尔所属的省级选区为巴卡拉县。

## 人口

1962-2008年间德讷夫尔人口变化图示

德讷夫尔于2022年1月1日时的人口数量为461人。